# Vesicularia
Vesicularia là một chi rêu trong họ Hypnaceae.